# Epitausa certa
Epitausa certa är en fjärilsart som beskrevs av Walker 1863. Epitausa certa ingår i släktet Epitausa och familjen nattflyn. Inga underarter finns listade i Catalogue of Life.